# Кубок Португалії з футболу 2001—2002
Кубок Португалії з футболу 2001–2002 — 62-й розіграш кубкового футбольного турніру в Португалії. Титул здобув Спортінг (Лісабон).

## Календар
| Раунд           | Дата матчів                                                       | Матчі | Клуби     |
| --------------- | ----------------------------------------------------------------- | ----- | --------- |
| Перший раунд    | 2 вересня 2001, 12 вересня 2001 (перегравання)                    | 69+9  | 231 → 162 |
| Другий раунд    | 6 жовтня - 1 листопада 2001, 17 жовтня 2001 (перегравання)        | 62+4  | 162 → 100 |
| Третій раунд    | 30 жовтня 2002, 7-11 листопада 2001 (перегравання)                | 41+4  | 100 → 59  |
| Четвертий раунд | 16-18 листопада 2001, 28 листопада - 5 грудня 2001 (перегравання) | 29+4  | 59 → 30   |
| П'ятий раунд    | 5-12 грудня 2001, 18-19 грудня 2001 (перегравання)                | 15+3  | 30 → 15   |
| Шостий раунд    | 28-29 грудня 2001, 9 січня 2002 (перегравання)                    | 7+1   | 15 → 8    |
| 1/4 фіналу      | 16 січня 2002, 30 січня 2002 (перегравання)                       | 4+1   | 8 → 4     |
| 1/2 фіналу      | 6-21 лютого 2002                                                  | 2     | 4 → 2     |
| Фінал           | 12 травня 2002                                                    | 1     | 2 → 1     |

## Четвертий раунд
Клуб Віторія (Гімарайнш) пройшов до наступного раунду після жеребкування.
| Команда 1                | Рахунок | Команда 2               |
| ------------------------ | ------- | ----------------------- |
| 16 листопада 2001        |         |                         |
| Боавішта (Порту)         | 3:0 дч  | Уніан Лейрія            |
| 17 листопада 2001        |         |                         |
| Порту                    | 3:0     | Ештрела (Амадора) (2)   |
| Спортінг (Лісабон)       | 3:1     | Вільяновенсі (3)        |
| Інфешта (3)              | 0:3     | Бенфіка                 |
| Віторія (Сетубал)        | 2:1     | Атлетіку (Лісабон) (3)  |
| Пенафієл (2)             | 3:1     | Жил Вісенте             |
| 18 листопада 2001        |         |                         |
| Брага                    | 1:0     | Оваренсі (2)            |
| Салгейруш                | 0:0 дч  | Спортінг (Ешпінью) (2)  |
| Белененсеш               | 2:1 дч  | Авеш (2)                |
| Варзін                   | 2:2 дч  | Лейшойш (3)             |
| Бейра-Мар                | 3:0     | Машіку (3)              |
| Марітіму                 | 3:1     | Іморталь (3)            |
| Пасуш-де-Феррейра        | 2:1     | Маріньєнсі (3)          |
| Санта-Клара              | 3:2     | Лузада (4)              |
| Ештрела (Порталегре) (4) | 1:5     | Фаренсе                 |
| Алверка                  | 6:1     | Сан-Педру да Кова (5)   |
| Олівейренсе (2)          | 2:4     | Академіка (Коїмбра) (2) |
| Академіку (Візеу) (3)    | 2:1     | Кампумайоренсі (2)      |
| Віла-Реал (3)            | 1:0     | Майя (2)                |
| Портімоненсі (2)         | 7:2     | Калдаш (3)              |
| Навал (2)                | 2:0     | Орієнтал (Лісабон) (4)  |
| Ештаррежа (4)            | 1:1 дч  | Фелгейраш (2)           |
| Камара де Лобуш (3)      | 0:1     | Морейренсі (2)          |
| Сакавененсі (4)          | 1:0     | Операріу (Лагоа) (3)    |
| Уніан Монтемор (4)       | 0:1     | Лоулетану (3)           |
| Спортінг (Помбал) (3)    | 4:1     | Ешперанса (Лагуш) (4)   |
| Сінтренсі (4)            | 5:1 дч  | АД Камаша (3)           |
| Васку та Гама (4)        | 2:2 дч  | Санжуаненсі (3)         |
| Касадоріш (Тайпаш) (3)   | 4:0     | Тірсенсе (4)            |

Перегравання
| Команда 1              | Рахунок | Команда 2         |
| ---------------------- | ------- | ----------------- |
| 28 листопада 2001      |         |                   |
| Спортінг (Ешпінью) (2) | 0:1 дч  | Салгейруш         |
| Фелгейраш (2)          | 0:1     | Ештаррежа (4)     |
| Санжуаненсі (3)        | 2:1     | Васку та Гама (4) |
| 5 грудня 2001          |         |                   |
| Лейшойш (3)            | 3:1     | Варзін            |

## П'ятий раунд
| Команда 1             | Рахунок | Команда 2               |
| --------------------- | ------- | ----------------------- |
| 5 грудня 2001         |         |                         |
| Академіку (Візеу) (3) | 1:0     | Пенафієл (2)            |
| 11 грудня 2001        |         |                         |
| Санжуаненсі (3)       | 0:1     | Академіка (Коїмбра) (2) |
| Белененсеш            | 5:0     | Сакавененсі (4)         |
| 12 грудня 2001        |         |                         |
| Спортінг (Лісабон)    | 4:1     | Фаренсе                 |
| Бенфіка               | 1:1 дч  | Марітіму                |
| Боавішта (Порту)      | 0:1     | Алверка                 |
| Порту                 | 2:1 дч  | Санта-Клара             |
| Віторія (Гімарайнш)   | 2:2 дч  | Брага                   |
| Віторія (Сетубал)     | 1:2     | Пасуш-де-Феррейра       |
| Віла-Реал (3)         | 2:1     | Бейра-Мар               |
| Навал (2)             | 2:3     | Салгейруш               |
| Ештаррежа (4)         | 0:0 дч  | Касадоріш (Тайпаш) (3)  |
| Морейренсі (2)        | 1:2 дч  | Лейшойш (3)             |
| Спортінг (Помбал) (3) | 1:2     | Портімоненсі (2)        |
| Лоулетану (3)         | 3:1     | Сінтренсі (4)           |

Перегравання
| Команда 1              | Рахунок | Команда 2           |
| ---------------------- | ------- | ------------------- |
| 18 грудня 2001         |         |                     |
| Брага                  | 2:1     | Віторія (Гімарайнш) |
| 19 грудня 2001         |         |                     |
| Марітіму               | 1:0     | Бенфіка             |
| Касадоріш (Тайпаш) (3) | 3:2 дч  | Ештаррежа (4)       |

## Шостий раунд
Клуб Лейшойш пройшов до наступного раунду після жеребкування.
| Команда 1               | Рахунок | Команда 2          |
| ----------------------- | ------- | ------------------ |
| 28 грудня 2001          |         |                    |
| Алверка                 | 0:0 дч  | Спортінг (Лісабон) |
| 29 грудня 2001          |         |                    |
| Брага                   | 4:2     | Пасуш-де-Феррейра  |
| Марітіму                | 1:0     | Белененсеш         |
| Академіку (Візеу) (3)   | 0:4     | Порту              |
| Віла-Реал (3)           | 2:1     | Лоулетану (3)      |
| Академіка (Коїмбра) (2) | 1:2     | Салгейруш          |
| Касадоріш (Тайпаш) (3)  | 0:2     | Портімоненсі (2)   |

Перегравання
| Команда 1    | Рахунок | Команда 2          |
| ------------ | ------- | ------------------ |
| 9 січня 2002 |         |                    |
| Алверка      | 2:1     | Спортінг (Лісабон) |

## 1/4 фіналу
| Команда 1     | Рахунок | Команда 2          |
| ------------- | ------- | ------------------ |
| 16 січня 2002 |         |                    |
| Віла-Реал (3) | 0:4     | Спортінг (Лісабон) |
| Порту         | 1:2     | Брага              |
| Салгейруш     | 2:2 дч  | Марітіму           |
| Лейшойш (3)   | 3:1     | Портімоненсі (2)   |

Перегравання
| Команда 1     | Рахунок      | Команда 2 |
| ------------- | ------------ | --------- |
| 30 січня 2002 |              |           |
| Марітіму      | 0:0 пен. 8:7 | Салгейруш |

## 1/2 фіналу
| Команда 1          | Рахунок | Команда 2   |
| ------------------ | ------- | ----------- |
| 6 лютого 2002      |         |             |
| Спортінг (Лісабон) | 3:2 дч  | Марітіму    |
| 21 лютого 2002     |         |             |
| Брага              | 1:3     | Лейшойш (3) |

## Фінал
| 12 травня 2002 |

| Спортінг (Лісабон) | 1:0      | Лейшойш (3) |
| ------------------ | -------- | ----------- |
| Жардел 40'         | Протокол |             |

| Національний стадіон (Жамор), Оейраш Глядачів: 37 500 Арбітр: Олегаріу Бенкеренса |